# A Quick Fix of Melancholy
A Quick Fix of Melancholy — четвёртый студийный мини-альбом норвежской группы Ulver, вышедший в 2003 году на лейбле Jester Records.

## Об альбоме
Композиция Eitttlane, по сути, представляет собой ремикс композиции Nattleite с альбома Kveldssanger. Их названия являются анаграммами друг друга. Анаграммами также являются название композиции Vowels (гласные) и слово Wolves (волки). В композиции «Vowels» все слова состоят только из букв v, o, w, e, l, s.

## Список композиций
| №                   | Название            | Длительность |
| ------------------- | ------------------- | ------------ |
| 1.                  | «Little Blue Bird»  | 6:35         |
| 2.                  | «Doom Sticks»       | 4:40         |
| 3.                  | «Vowels»            | 6:18         |
| 4.                  | «Eitttlane»         | 5:22         |
| Общая длительность: | Общая длительность: | 22:55        |

## Участники записи

### Ulver
- Trickster G. Rex
- Tore Ylwizaker
- Jørn H. Sværen